# ایستگاه راه‌آهن دانمارک هیل
ایستگاه راه‌آهن دانمارک هیل (انگلیسی: Denmark Hill railway station) یک ایستگاه راه‌آهن در شهر لندن، انگلستان است.
این ایستگاه که در ناحیه دانمارک هیل قرار دارد در سال ۱۸۶۵ میلادی تأسیس شده و جزئی از خط جنوب متروی زمینی لندن و راه‌آهن انگلستان است.